# 臺灣陸稻
臺灣陸稻，又稱山地陸稻、旱稻，是生產於台灣的陸稻品種，屬於爪哇稻，分布於台灣臺東縣、花蓮縣及南投縣的原住民部落中。除了由祖先流傳下來的地方品系外，農委會育種出東陸1號、東陸2號、東陸3號、南陸1號、南陸2號、臺農選1號及臺農選2號等品種。

## 概論
由考古發掘，台灣原住民在新石器時代中期就開始種植稻米，可能是經由南島民族貿易路線，由東南亞引進。在台灣荷治時期的《熱蘭遮城日記》，也記錄平埔族有種植稻米的稻園。中研院研究員邢禹依團隊，根據對台灣陸稻的基因分析，以及南科文化遺址的考古研究，認為台灣陸稻不是在台灣馴化，而是由亞洲大陸移入。刑禹依團隊認為，台灣陸稻的先祖可能來自長江流域，與在山東起源的黍、稷，隨著南島民族一同往亞洲南方遷徒，最後進入台灣。
台灣陸稻耐旱，種植於山坡地與旱田中，不用種植在水田，用水量不到水稻的五分之一。